# Škola Wu

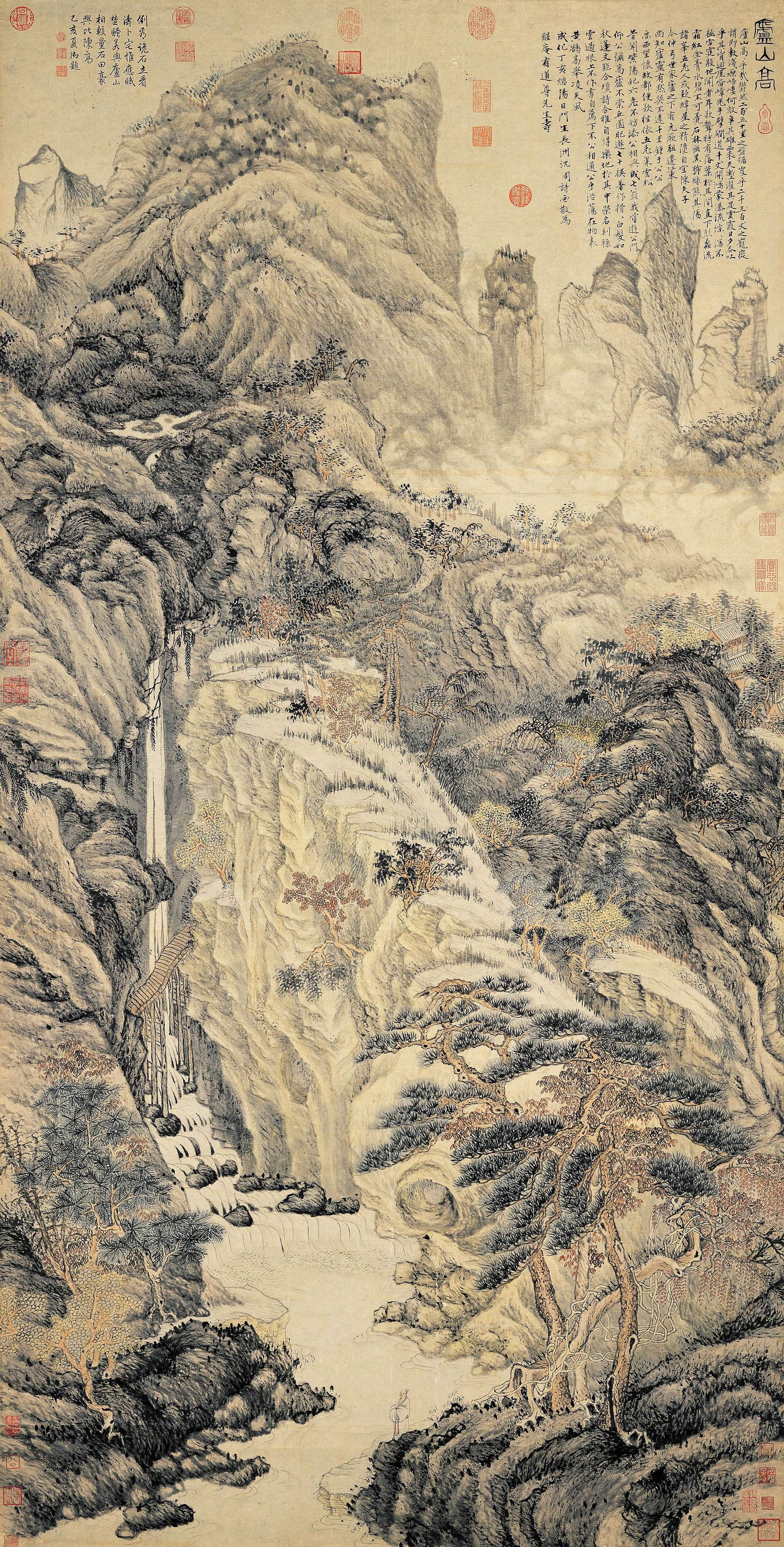
Šen Čou, Vznešená hora Lu

Škola Wu či škola Wu-men (čínsky v českém přepisu Wu-men chua-pchaj, pchin-jinem Wúmén huàpài, znaky zjednodušené 吴门画派, tradiční 吳門畫派) byla jednou z jižních malířských škol v mingské Číně. Byla to skupina umělců ze Su-čou a okolí. Vznikla ve druhé polovině 15. století kolem malíře a kaligrafa Šen Čoua (1427–1509).

## Historie
Škola Wu vznikla ve druhé polovině 15. století kolem malíře a kaligrafa Šen Čoua (1427–1509) v Su-čou, hospodářském centru tehdejší Číny. Své jméno dostala podle starověkého názvu regionu – Wu. Navzdory svému názvu nebyla jednotným hnutím, ale souhrnným označením pro umělce různých proudů, jak amatérských, tak profesionálních. Nicméně spojována je především se vzdělanými literáty, kteří pomocí umění chtěli vyjádřit svou osobnost a postoj ke světu. Kultura vzdělaných intelektuálů, individualistická a nezávislá (v opozici proti profesionální tvorbě na zakázku), měla v Su-čou tradici už od jüanských dob, k jejím zakladatelům patřili Ni Can (1301—1374), Wang Meng († 1385) a Ču Te-žun (1294-1365).
Umělecké názory Šen Čoua sdíleli jeho starší současníci Liou Ťüe, Tu Čchiung, Čao Tchung-lu. V okresech v okolí Su-čou tvořili se stejnými cíli mezi jinými Sia Čchang (1388–1470) a Jao Šou (1423–1495).
Z generace žáků Šen Čoua mezi přední umělce patřili Wen Čeng-ming, Čchien Ku, žák i příbuzný Wen Čeng-minga Wen Po-žen, Lu Č’, Čang Ling a Čchen Čchun. Nejcharakterističtější z nich byli Wen Čeng-ming a Čchen Čchun.

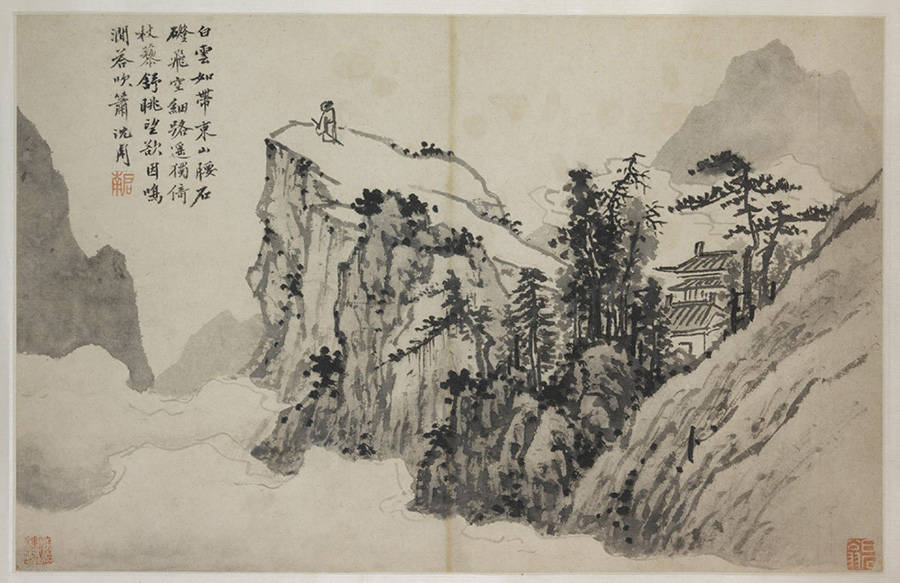
Šen Čou, Básník na vrcholku hory

Zmínění umělci za svůj vzor tradici tvorby jdoucí k Wang Wejovi a čtyřem jüanským mistrům (Chuang Kung-wangovi, Ni Canovi, Wang Mengovi a Wu Čenovi). Přitom se snažili vyjádřit ani ne tak vzhled, ale především duch práce starých mistrů. Jejich cílem bylo sjednocení tří umění – kaligrafie, malířství a poezie, proto na své obrazy doplňovali nevelké eseje vysvětlující okolnosti vzniku díla, a básně doplňovali malbami. Hlavním malířským žánrem byla krajinomalba.
Dílo Šen Čoua a Wen Čeng-minga ovlivnilo několik generací čínských umělců, škola Wu významně zasáhla do uměleckého života od poloviny mingské epochy, v jejím závěru získala dominanci a i umělci konkurenční školy Če se přispůsobovali všeobecnému vkusu.
Pojem škola Wu je také užíván v širším smyslu pro všechny sučouské umělce, včetně Tchang Jina (1470–1523) a Čchiou Jinga (1525–1593). Zmíněná dvojice je s Šen Čouem a Wen Čeng-mingem tradičně označována za „čtyři mingské mistry“.